# Andira anthelmia
Andira anthelmia es una especie de árbol perteneciente a la familia de las fabáceas. Es originario de Brasil.

## Taxonomía
Andira inermis fue descrito por (Vell.) J.F.Macbr. y publicado en Candollea 8: 26. 1940.
Sinonimia
- Andira anthelmia var. anthelmia
- Andira legalis var. bahiensis (Benth.) N.F.Mattos
- Andira stipulacea var. bahiensis Benth.
- Lumbricidia amthelmia Vell.
- Vuacapua anthelmia (Vell.) Kuntze[2][3]